# Telluurdibromide
Telluurdibromide is een anorganische verbinding van telluur en broom, met als brutoformule TeBr2. De stof komt voor als groenbruine hygroscopische kristallen.

## Synthese
Telluurdibromide kan bereid worden door het vrije element telluur te laten reageren met een stoichiometrische hoeveelheid dibroom:
{\displaystyle \mathrm {Te\ +\ Br_{2}\longrightarrow \ TeBr_{2}} }